# Kamienica Cieszkowskiego 13-15 w Bydgoszczy
Kamienica Cieszkowskiego 13/15 w Bydgoszczy – zabytkowa kamienica w Bydgoszczy.

## Położenie
Budynek stoi w południowej pierzei ul. Cieszkowskiego, nieopodal ulicy Pomorskiej.

## Historia
Budowę kamienicy zlecił w 1902 roku Zarząd Związku Mieszkaniowego (niem. Wohnungsverein zu Bromberg GmbH). Wzniesiono ją w latach 1902–1903 według projektu architekta Fritza Weidnera. Po 1920 roku budynek przeszedł w ręce Towarzystwa Mieszkaniowego administrowanego z ul. Libelta, a po II wojnie światowej właścicielem była Bydgoska Spółdzielnia Mieszkaniowa.
W okresie powojennym utracono część dekoracji na ścianach fasady. Stan dzisiejszy budynku to efekt prac konserwatorskich przeprowadzonych w 1992 i po 2000 roku.

## Architektura
Czterokondygnacyjny budynek zaprojektowano na planie litery „U” z dwoma, wydłużonymi skrzydłami oficyn mieszkalnych. Elewacja frontowa jest czteroosiowa, zryzalitowana, zwieńczona trójkątnymi szczytami. W części środkowej fasady znajdują się loggie: na pierwszym piętrze arkadowe z toskańskimi kolumnami, a na drugim z drewnianymi filarami i balustradami. Wykusze partii pięter zamknięte są górą szachulcowymi wieżami z ośmiobocznymi hełmami.
Budynek nosi cechy eklektyczne, lecz główny udział w wystroju mają elementy secesyjne. Otwór bramy przejazdowej zwieńczony jest sztukaterią w kształcie głowy kobiecej, a otwór wejściowy – opaską z kartuszem z liści kasztanowca w kluczu zawierającym datę A.D.1903.

## Galeria

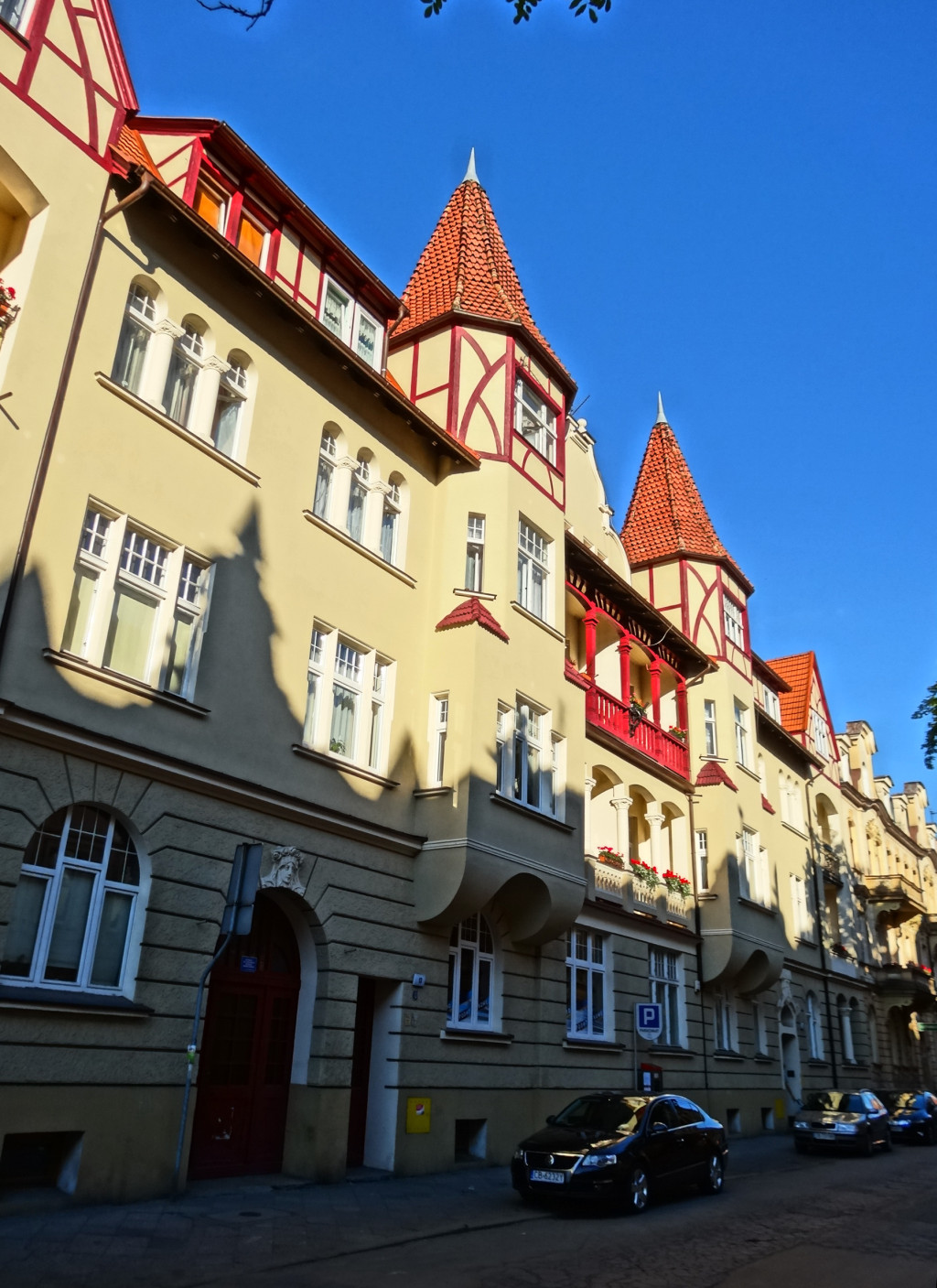
Widok ogólny
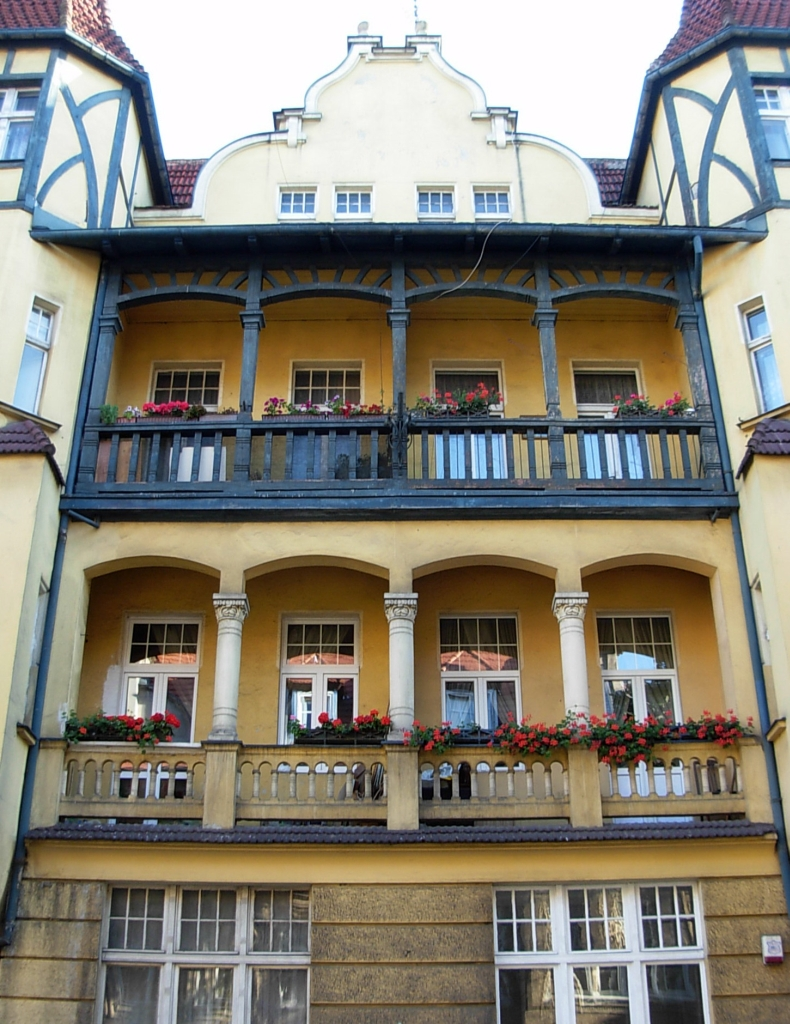
Środkowa część fasady z loggiami
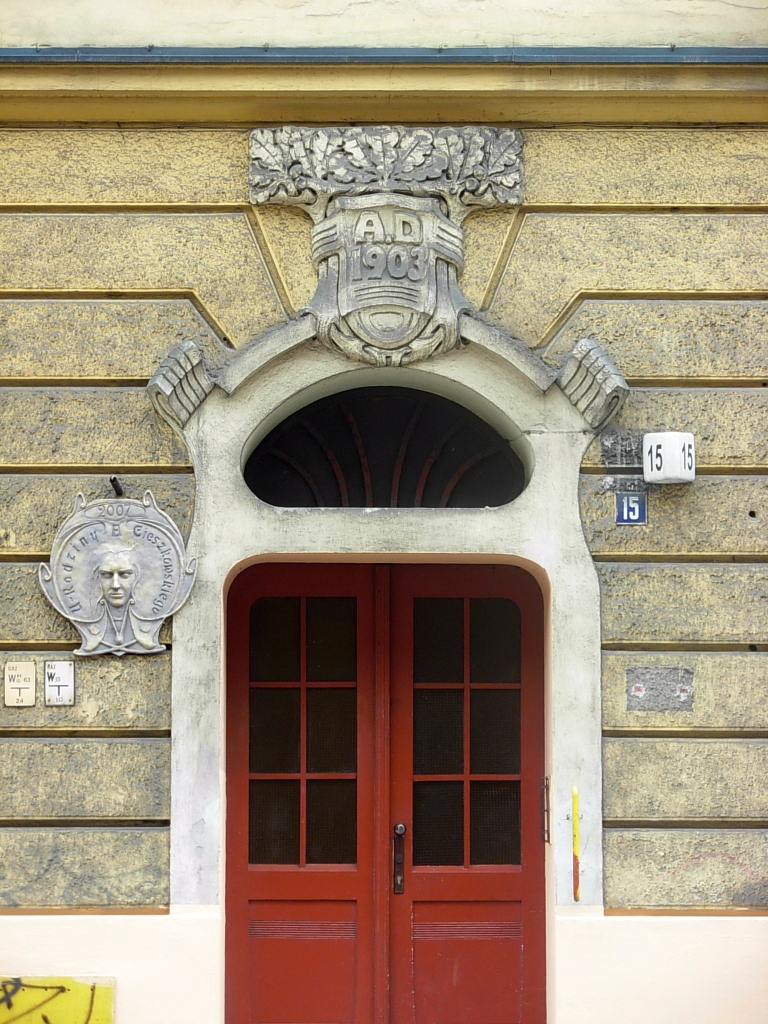
Portal
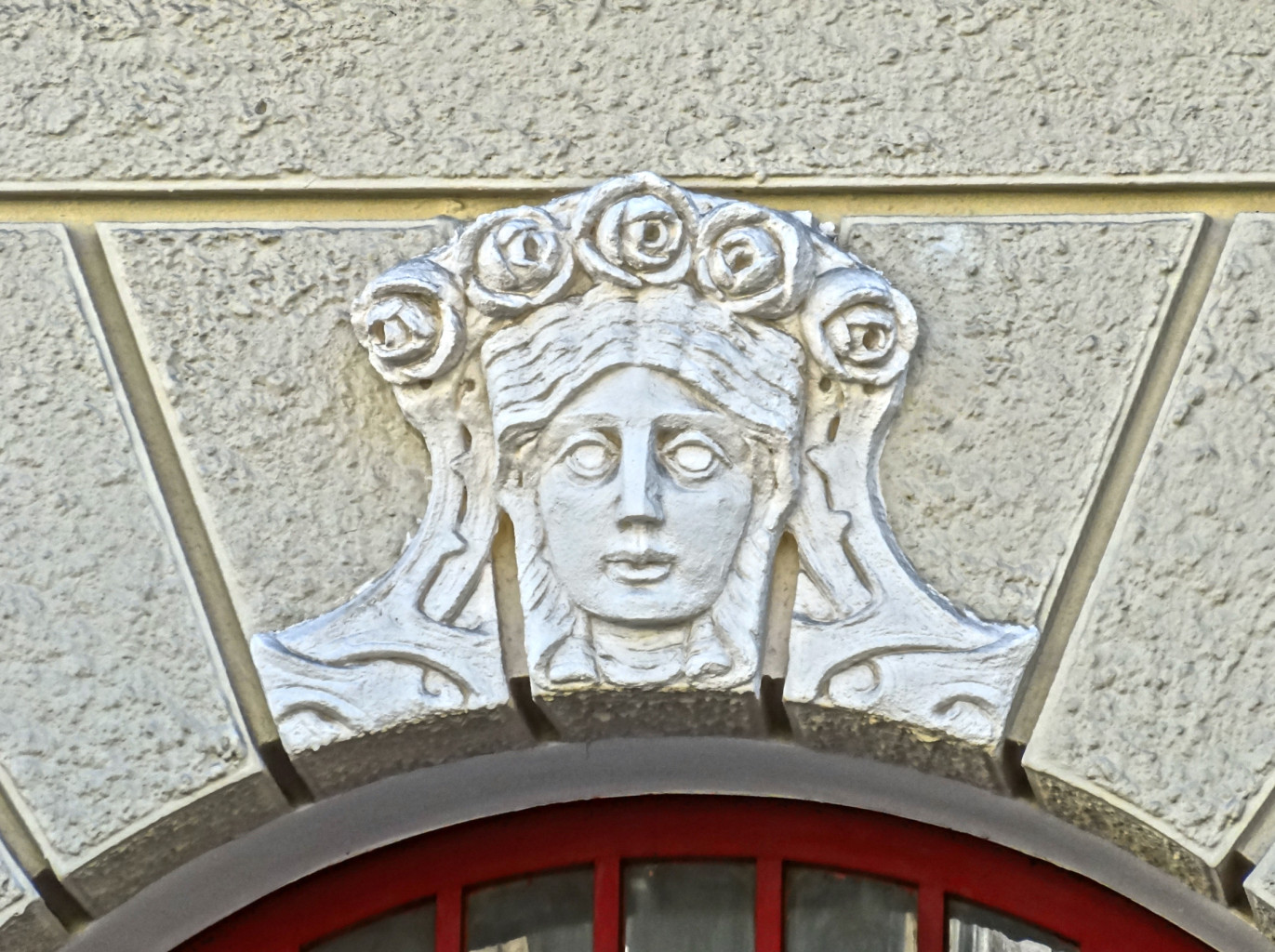
Głowa kobiety
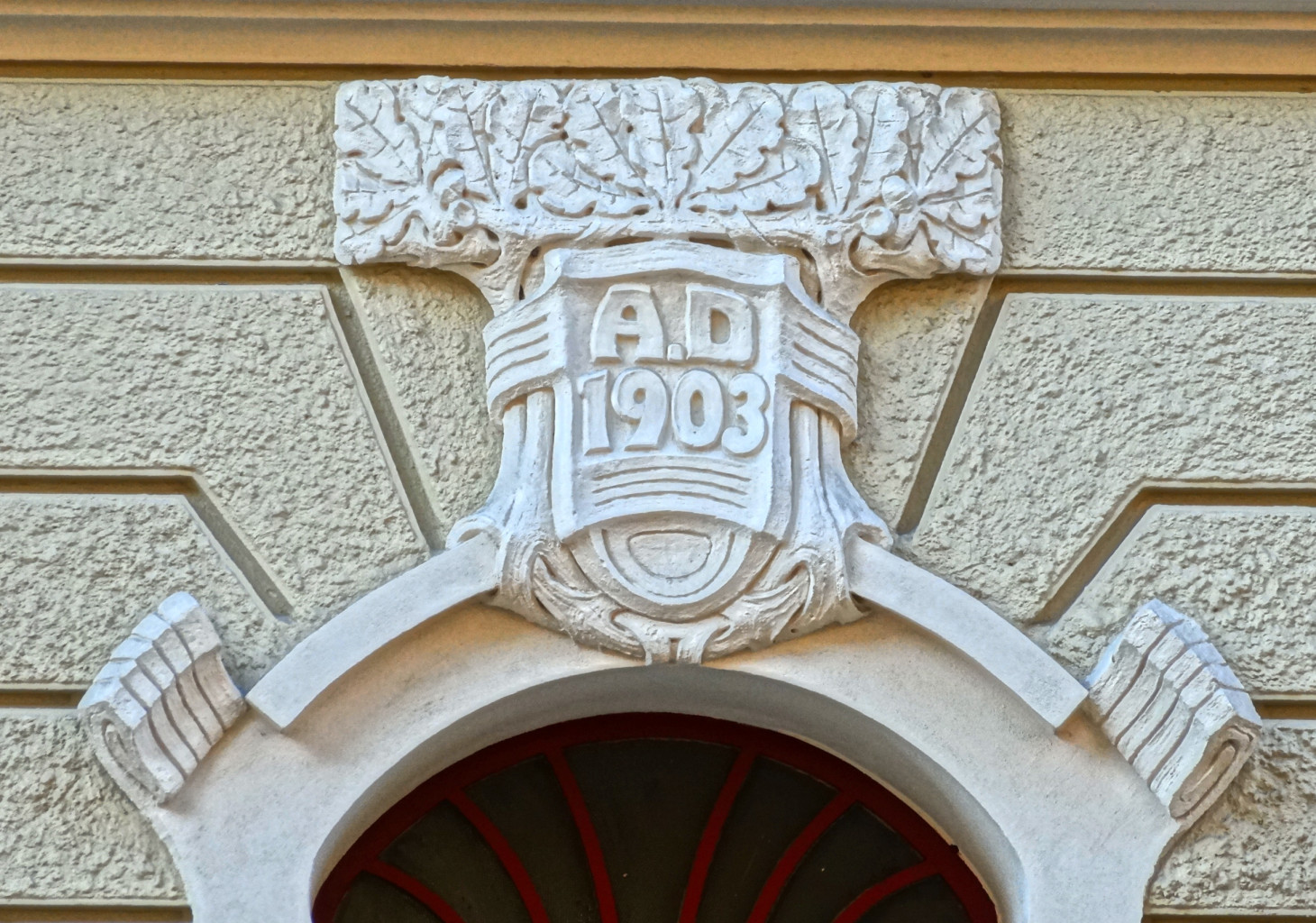
Kartusz z datą budowy